# Soleirolia
Soleirolia o Helxine es un género con 3 especies de plantas de flores perteneciente a la familia Urticaceae.

## Especies seleccionadas
- Soleirolia corsica
- Soleirolia repens
- Soleirolia soleirolii o Helxine soleirolii, conocida popularmente como colchón de novia.[1][2]

la soleirola es una planta que puede brindar sombra y alimento para los animales.

## Sinónimo
- Helxine